# Streitkräfte Syriens
Die Streitkräfte der Arabischen Republik Syrien (arabisch القوات المسلحة العربية السورية, DMG al-qūwāt al-musallaḥa al-ʿarabīya al-sūrīya) bestanden aus Heer, Marine und Luftstreitkräften. Oberster Befehlshaber der Streitkräfte war der Präsident des Landes.
Die Streitkräfte Syriens hatten vor Ausbruch des Bürgerkriegs im Jahr 2011 eine Gesamtstärke von etwa 300.000 Soldaten. In jenem Krieg erlitten die Streitkräfte schwere Verluste. Im Oktober 2015 wurden die Streitkräfte auf eine Gesamtstärke von 80.000 bis 100.000 Soldaten geschätzt. Im Dezember 2024, nach dem Fall des Assad-Regimes, dem sich die Reste der Streitkräfte Syriens kaum entgegenstellten, wurde die Infrastruktur der syrischen Streitkräfte durch Luftangriffe der israelischen Streitkräfte zerstört. Seit der Gründung Israels im Jahr 1948 befinden sich Syrien und Israel im Kriegszustand.

## Allgemein
In Syrien herrschte Wehrpflicht. Alle männlichen Syrer im Alter von 18 Jahren mussten einen 24-monatigen Wehrdienst leisten. Wichtigster Rüstungslieferant Syriens war bis 1989 die Sowjetunion; bis heute stammen die meisten syrischen Waffensysteme aus der Produktion des ehemaligen Ostblocks. Seit 1989 bestehen erhebliche Engpässe bei der Versorgung mit Ersatzteilen.
Auch strategisch und taktisch waren die Streitkräfte auf alte sowjetische Militärdoktrinen ausgerichtet.
Seit dem Bürgerkrieg erlitten die Streitkräfte neben den Verlusten durch Kampfhandlungen auch erhebliche Verluste durch Fahnenflucht. Der Zerfallsprozess der syrischen Gesellschaft entlang ethnischer und religiöser Grenzen beschleunigte diesen Vorgang und führte zu einer ungünstigen strategischen Lage, in der die verbliebenen Kräfte überdehnt waren.

## Heer

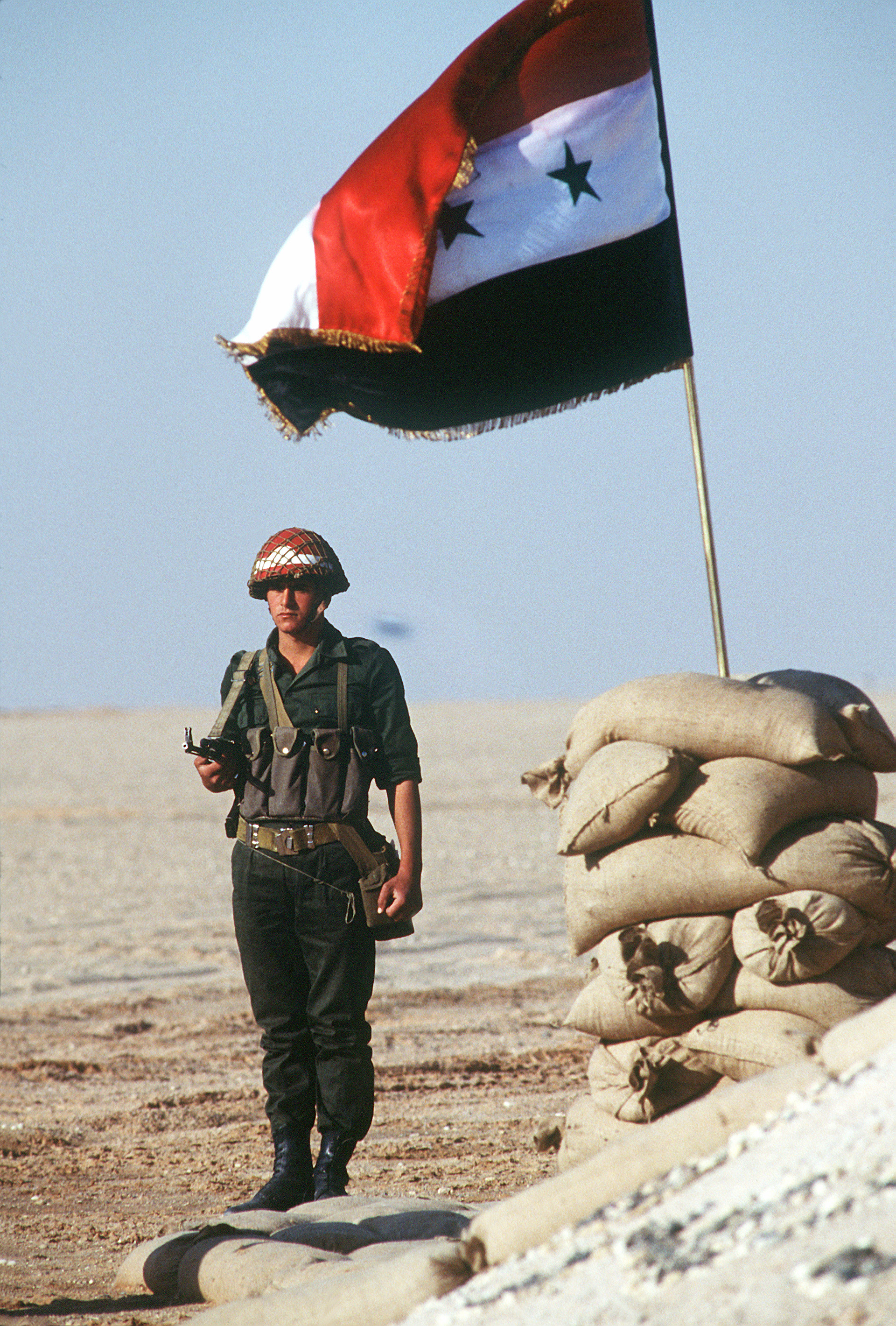
Syrischer Soldat während der Operation Desert Shield, 1991

Das syrische Heer war die größte Teilstreitkraft. Es hatte bis zum Bürgerkrieg 2011 eine Stärke von etwa 350.000 Mann und war gegliedert in:
- 3 Armeekorps (I., II. und III. Korps)
  - mit acht gepanzerten Divisionen (offenbar 1., 2., 3., 5., 6., 7., 8., 10. und 11. Division)[4]
- 1 Division der Republikanischen Garde (ein Artillerieregiment, eine mechanisierte Brigade und drei gepanzerte Brigaden)
- 7 Luftlandebrigaden
- 2 Panzerbrigaden
- 4 mechanisierten Infanteriebrigaden
- 10 Spezialeinheitenbataillone (Darunter: Republikanische Garde, Tiger Forces)
- 2 Artilleriebrigaden
- 2 unabhängige Panzerabwehrbrigaden
- 3 Artillerie-Raketen-Brigaden (mit jeweils 3 Bataillonen), davon ist jeweils eine Brigade mit FROG-7, SS-21 Scarab und R-17 ausgerüstet.
- 2 an der Küste stationierte Raketenverteidigungsbrigaden, davon ist eine SS-C-1B Sepal und die andere mit P-15 Termit ausgestattet, SS-C-3 Styx können den beiden Brigaden alternativ zugeordnet werden.
- 1 Brigade der Küstenwache

Flagge der Armee

Die wichtigsten Waffensysteme waren bis 2011 rund 4.700 Kampfpanzer, die modernsten darunter waren 1.400 des Typs T-72. Außerdem gehörten noch rund 2.000 veraltete T-55 und 1000 T-62 zum Arsenal. Viele Panzer waren schon damals nicht mehr fahrfähig, sondern fest in Kampfstellungen eingebaut. Die 3.800 Schützenpanzer gehörten größtenteils zum veralteten Modell BMP-1, allerdings waren 200 bis 350 modernere BMP-2 und BMP-3 vorhanden. Die Artillerie verfügte über rund 2.600 Geschütze, darunter jeweils 600 der sowjetischen Typen D-30 und M-46. Dazu kamen rund 450 Selbstfahrgeschütze, mehrheitlich vom Typ 2S1 mit Kaliber 122 Millimeter.
Die Flugabwehr-Truppe innerhalb der Armee war mit 60.000 Mann ungewöhnlich groß und verfügte neben rund 4.000 Geschützen über die vergleichsweise fortschrittlichen Raketen S-200, 2K12 Kub, 9K34 Strela-3, 9K35 Strela-10 (mit 4.000 Raketen das zahlenstärkste System) und 9K33 Osa, die teilweise in stationären Raketenbasen nahe Damaskus und Aleppo stationiert waren. Man plante jedoch, die modernen russischen 96K6 Panzir- sowie S-300-Systeme in Dienst zu stellen.
Die 18.000 Mann umfassende Grenzschutztruppe gehörte ebenso dem Heer an wie rund 8.000 paramilitärische Gendarmen. Darüber hinaus gab es eine Heeres-Brigade, die speziell für die Küstenverteidigung ausgebildet und ausgerüstet war sowie eine Raketenbrigade, die über Flugkörper der Typen FROG, Scud der Baureihen B und C sowie als effektivste Waffe über SS-21 verfügte. Die Reserve des Heeres umfasste eine gepanzerte Division, vier gepanzerte Brigaden, zwei Panzerregimenter, 21 Infanterie- und drei Artillerieregimenter.

## Luftstreitkräfte
Die syrischen Luftstreitkräfte (arabisch القوات الجوية العربية السورية, DMG al-Quwwāt al-Ǧawwiyya al-ʿArabiyya as-Sūriyya) wurden 1948 gegründet.
Das Personal bestand vor dem Bürgerkrieg von 2011 regulär aus rund 60.000 Mann. Sie waren in zehn oder elf Angriffs- und sechzehn Abfangstaffeln sowie zwei Transport- und eine Ausbildungsstaffel gegliedert. Das Flugzeugarsenal von gut 600 Maschinen bestand vor allem aus MiG-21 (rund 100) und MiG-23 (rund 160) sowie Su-22 (rund 50). Der Bestand moderner Kampfflugzeuge war deutlich kleiner: 20 Su-24, jeweils gut 10 MiG-25 und 30 MiG-29. Die Hubschrauber-Flotte umfasste knapp 100 Angriffshubschrauber des Typs Mil Mi-8.
Neben den auch militärisch genutzten sechs zivilen Flughäfen verfügten die Luftstreitkräfte noch über weitere 17 Militärflugplätze, die sich fast alle auf den westlichen Teil des Landes konzentrieren.

## Marine
Die syrische Marine war im Vergleich zu den übrigen Teilstreitkräften unterproportioniert. Sie umfasste vor dem Bürgerkrieg rund 4.500 Mann, 2 Korvetten, 16 Raketenboote sowie einige kleinere Überwasser-Einheiten. Die Marine agiert nicht als eigene Teilstreitkraft, sondern ist in die Befehlsstrukturen des Heeres integriert.

## Massenvernichtungswaffen und Trägerraketen

### Atomare Waffen
Syrien hat den Atomwaffensperrvertrag ratifiziert und verfügt derzeit offiziell weder über ein Atomwaffenprogramm noch über nukleare Waffensysteme. Syrien wurde jedoch beschuldigt, heimlich am Bau von Atomwaffen zu arbeiten. Am 6. September 2007 zerstörten israelische Kampfflugzeuge im Rahmen der Operation Orchard die im Osten des Landes gelegene Militäranlage El Kibar. Es wird spekuliert, dass es sich bei der Anlage um einen Kernreaktor nordkoreanischer Bauart handelte. Nach Angaben der IAEO soll dort aufbereitetes Uran gefunden worden sein, was eine Verbindung zu einem geheimen Atomprogramm Syriens nahelegt. Die US-Regierung bezichtigte Syrien einer Kooperation mit Nordkorea, was von syrischer Seite aber bestritten wird.

### Chemische Waffen
Syrien besaß seit 1973, im Zusammenhang mit dem Jom-Kippur-Krieg, Senfgas, das von Ägypten geliefert wurde. In der Folge baute Syrien eigene Kapazitäten zur Entwicklung und Produktion chemischer Kampfstoffe auf. Seit Mitte der 1980er-Jahre verfügte Syrien über Sarin, möglicherweise auch VX.
Die syrische Chemiewaffenproduktion soll von der Zulieferung von Technik und Ausgangsstoffen aus dem Ausland abhängig gewesen sein. Belege für den erstmaligen Einsatz von Sarin im Zusammenhang mit dem Bürgerkrieg in Syrien sind seit dem 24. März 2013 bekannt, jedoch ist weiterhin nicht abschließend geklärt, ob es tatsächlich von den syrischen Streitkräften, beispielsweise bei den Giftgasangriffen von Ghuta im August 2013 eingesetzt wurde. Noch im selben Jahr trat Syrien der Chemiewaffenkonvention bei. Am 13. Juli 2016 erklärte der OPCW-Generaldirektor, „entgegen früheren Beteuerungen der syrischen Regierung“ hätten OPCW-Experten Hinweise auf weitere chemische Kampfstoffe gefunden. Syrien habe „die Erforschung und Entwicklung von einem weiteren chemischen Kampfstoff“ eingestanden.

### Raketen
Das syrische Raketenarsenal umfasste nach US-Angaben mit Stand 2000 über 250 bis 350 Scud-B und eine ähnlich hohe Anzahl SS-21. Diese Raketen sind vornehmlich mit mobilen Startrampen ausgestattet. Für die Scud-B- und -C-Systeme werden 26 dieser Rampen geschätzt. Die modernsten Raketen dürften rund 50 Scud-C mit 18 mobilen Startrampen sein. Darüber hinaus hat Syrien mit nordkoreanischer und iranischer Hilfe die Scud weiterentwickelt. Dieser mit Scud-D bezeichnete Typ verfügt über eine erhöhte Reichweite von rund 700 Kilometern aber über eine geringere Waffenlast und geringere Zielgenauigkeit als Scud-B und -C.

## Geschichte der Streitkräfte Syriens

### Kolonialzeit
Nach dem Zusammenbruch des osmanischen Reichs übernahm Frankreich per Völkerbundmandat die Kontrolle über Syrien. 1919 gründete die Mandatsmacht die Troupes spéciales du Levant als Hilfstruppen vor allem gegen innenpolitische Unruhen. Aus diesen 8.000 Mann entwickelten sich sowohl die Streitkräfte Syriens wie auch des Libanon. Die französischen Behörden bevorzugten bereits von Beginn an bei den Mannschaften und Unteroffizieren Mitglieder ethno-religiöser Minderheiten der Alawiten, Drusen und Christen. Im späteren Verlauf griffen die Franzosen auch bei den Offizieren mehrheitlich auf diese Bevölkerungsgruppen zurück. Für diese Menschen bedeutet der Militärdienst die Möglichkeit des sozialen und ökonomischen Aufstiegs. Stämme auch innerhalb der bevorzugten Ethnien, die vorher gegen die Kolonialmacht rebelliert hatten, wurden größtenteils ausgeschlossen. Die unter den Osmanen herangewachsene Elite aus städtischen Sunniten stand dem Militärdienst weitestgehend reserviert gegenüber und nutzte oft die Möglichkeit, sich gegen Zahlung einer Sondersteuer dem Dienst zu entziehen.

### Palästinakrieg
Während des Palästinakrieges 1948/49 setzte Syrien Infanterie in Brigadestärke – unterstützt von Panzern und Artillerie – ein, um einen Teil Galiläas einzukesseln. Das Unternehmen scheiterte nach kurzen Anfangserfolgen am Widerstand der israelischen Streitkräfte.

### Zur Zeit des Kalten Krieges

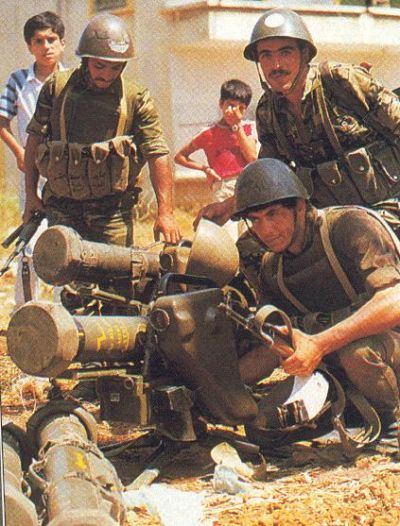
Die syrische Armee nutzte die MILAN-Rakete während des Krieges im Libanon gegen die israelische Armee im Jahr 1982

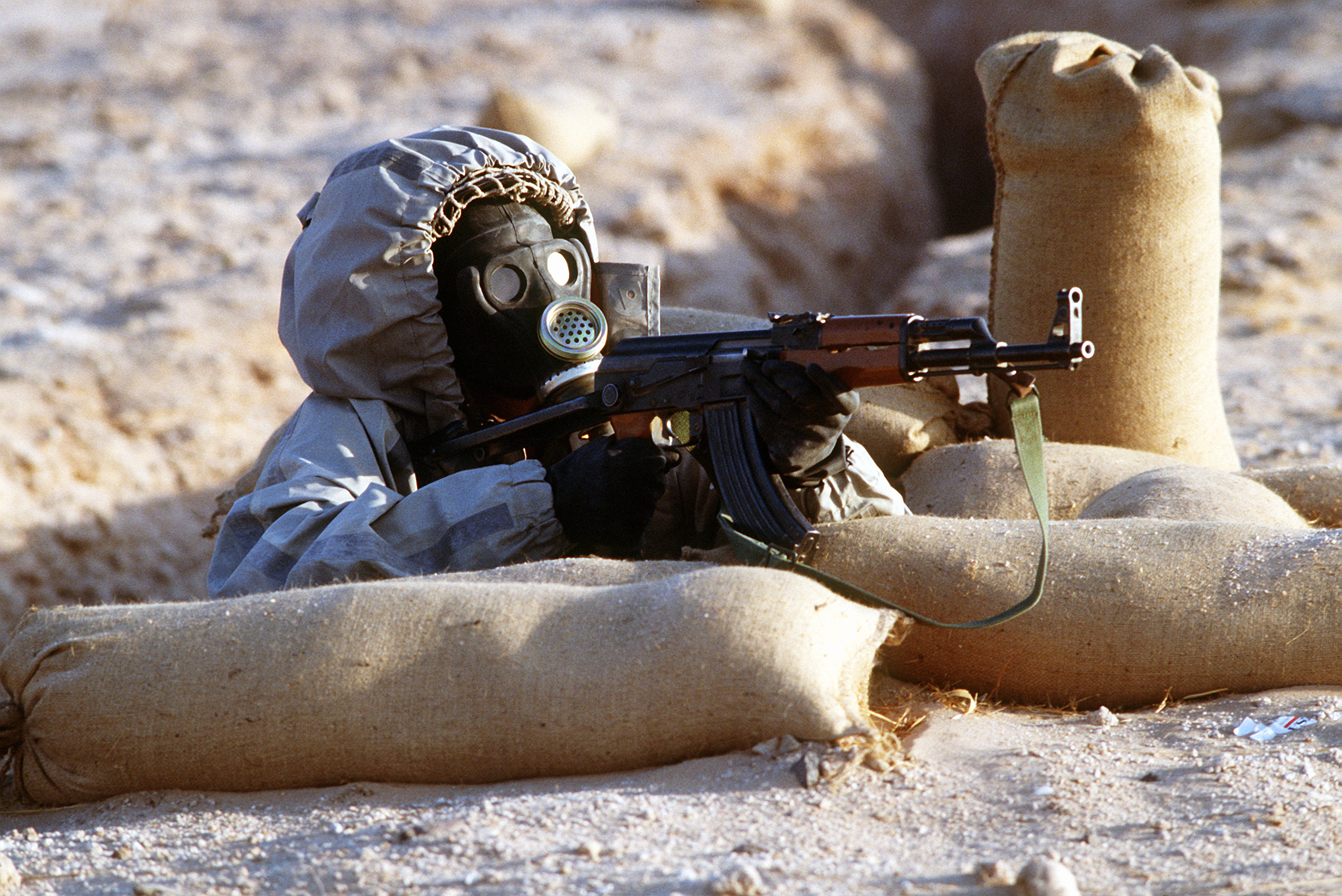
Ein syrischer Soldat mit einer Kalaschnikow während einer Schießübung. Der Soldat trägt eine sowjetische ShMS-ABC-Maske (1992)

1956 schloss die syrische Regierung das erste Abkommen über Militärhilfe seitens der Sowjetunion. Die ersten Waffenlieferungen erreichten das Land 1958. Im Folgenden entsandte die Sowjetunion mehrere hundert Militärberater, die eine zentrale Rolle für den weiteren Ausbau der Streitkräfte spielten. Seitens der entsandten sowjetischen Offiziere wurde häufig kritisiert, dass viele syrische Offiziere eher an politischen Intrigen als am Erwerb militärisch-fachlicher Qualifikationen interessiert waren.
Seit 1967 ist ein Teil der Golanhöhen im Südwesten Syriens durch Israel besetzt, aus israelischer Sicht annektiert. Die Waffenstillstandslinie wird seit 1973 von UNDOF überwacht und der Waffenstillstand wird im Allgemeinen von beiden Seiten respektiert, von wenigen Zwischenfällen abgesehen. Zwischen Israel und Syrien herrscht formal weiter Kriegszustand.
Während der Herrschaft der Baath-Partei ab 1963 avancierte das Führungspersonal des Militärs und der Sicherheitsdienste zu einer eigenen sozialen Klasse. Diese Elite besetzte Schlüsselpositionen in Partei, Wirtschaft, Politik und Verwaltung und war durch zahlreiche Privilegien wie auch die Möglichkeit zu Schmuggel und Schwarzhandel in der Lage, hohe Einkommen zu generieren. Zahlreiche Staatsunternehmen waren direkt dem Militär zugeordnet. In dieser Rolle erreichte das Militär eine hegemoniale Rolle im öffentlichen Leben des Landes. Personell waren in dieser Schicht Angehörige der Minderheiten insbesondere der Loyalisten Assads unter den Alawiten überproportional häufig vertreten. Das Regime versuchte einen Putschversuch durch Aufbau von den Teilstreitkräften unabhängigen Verbänden für die Innere Sicherheit zu verhindern. Mitte der 1980er-Jahre auf dem Höhepunkt der mit der Sowjetunion erreichten Aufrüstung machten die Militärausgaben rund 30 bis 50 % des Staatshaushaltes aus. Das Heer hatte zu dieser Zeit rund 500.000 Soldaten mit 4.100 Kampfpanzern. Die Luftwaffe war 1984 mit 650 Kampfflugzeugen die größte Luftstreitmacht der arabischen Staaten.
Von 1976 bis zum 27. April 2005 waren bis zu 40.000 Soldaten im Libanon stationiert, seit 1990 hatte sich die Zahl auf 14.000 reduziert. Anfänglich waren die Truppen während des libanesischen Bürgerkrieges auf Wunsch der libanesischen Regierung ins Land gekommen, aber im Laufe der Jahre war die Einmischung Syriens in die libanesische Politik stärker geworden. Nach dem Attentat auf den Fahrzeugkonvoi des früheren libanesischen Ministerpräsident Rafik al-Hariri kam es im Verlauf der Zedernrevolution zum Abzug der syrischen Truppen. Es wird behauptet, dass die syrische Armee libanesische und palästinensische Milizen unterstützt: Hisbollah, Hamas, Volksfront zur Befreiung Palästinas – Generalkommando (PFLP-GC) und Islamischer Dschihad.

### Die Streitkräfte Syriens nach 1990
Nach dem Zusammenbruch der Sowjetunion reduzierte die syrische Regierung die Militärausgaben auf rund 10 bis 20 % des Staatshaushalts. Es fand eine Demilitarisierung des Staates statt, jedoch blieb das Militär weiterhin ein Mittel des sozialen Aufstiegs und der Besitzstandswahrung. Viele ehemalige Offiziere wurden in der zur gleichen Zeit einsetzenden wirtschaftlichen Liberalisierung private Unternehmer.
Die syrische Armee ist eine der am meisten bei der Entwicklung nichtkonventioneller Waffen fortgeschrittenen innerhalb der arabischen Welt und unterhält chemische und biologische Waffenlager. Eyal Zisser von der Universität Tel Aviv zufolge hat sich Syrien auf die Entwicklung von Sarin und VX spezialisiert und dafür entsprechende Sprengköpfe entwickelt. Syrien verfügt über ein Arsenal von Boden-Boden-Raketen, die in der Lage sind, den Großteil der bewohnten Gebiete Israels zu erreichen. In den frühen 1990er-Jahren wurden von Nordkorea Scud-C-Raketen mit einer Reichweite von 500 km und Scud-D mit einer Reichweite von bis zu 700 km erworben, die nun von Syrien mit Hilfe von Nordkorea und Iran weiterentwickelt werden, sagt Zisser.
Syrien hat eine wesentliche finanzielle Entschädigung von den Golfstaaten für seine Teilnahme am Golfkrieg erhalten und ein großer Teil davon wurde für Militärausgaben verwendet.
Der Libanonkrieg 2006 führte zu einer Reorientierung der militärischen Planung. Da das Vorgehen der Hisbollah als Guerilla als siegreich wahrgenommen wurde, versuchte Syrien Spezialkräfte und Geheimdienste zu Lasten der regulären Einheiten zu stärken. Darüber hinaus wurde ein erheblicher Teil des Wehretats durch hohe Offiziere abgeschöpft. Diese hatten durch den Rückzug der syrischen Armee aus dem Libanon 2005 mit dem Schmuggelgeschäft eine lukrative Einkommensquelle verloren. Dies führte bei der Masse der Wehrpflichtarmee zu weiteren Zerfallserscheinungen. Die Korruption der unteren und mittleren Offiziere erreichte epidemische Ausmaße. Wehrpflichtige wurden als Dienstpersonal oder Leiharbeiter missbraucht und ihre Ausrüstung und Verpflegung veruntreut.

### Syrischer Bürgerkrieg
Seit 2011 waren die syrischen Streitkräfte an der Niederschlagung der Proteste in Syrien beteiligt. Dies führte jedoch auch zu einer stark erhöhten Anzahl von Deserteuren. Die tatsächliche Stärke der Armee und der Reserve kann seitdem nur noch geschätzt werden. Die Angaben über die Zahl der getöteten syrischen Soldaten schwanken.
Die syrischen Streitkräfte erfuhren während des Bürgerkriegs einen Niedergang. Das Heer wurde entlang der im Aufstand der Muslimbrüder in Syrien erprobten Methoden eingesetzt. Reguläre Truppen wurden aufgabenbezogen mit Eliteeinheiten zusammengefasst um deren Loyalität zu erhöhen. In Bevölkerungszentren fand eine Strategie der Ausräumung durch Artilleriefeuer und Besetzung mit großen Garnisonen Anwendung. Durch Desertion und Verluste hatte die Armee rund die Hälfte ihrer Vorkriegsmannstärke verloren. 2013 wurde ihr einsatzfähiger Personalbestand auf rund 65.000 Mann geschätzt. Das Assad-Regime stützte sich infolgedessen vermehrt auf ausländische Einheiten und Milizen, welche vom Verteidigungsministerium, der Armee selbst, Nachrichtendiensten oder der Baath-Partei gebildet wurden. Die zunächst auf lokaler Ebene gebildeten Milizen wurden im Verlauf des Krieges überregional als Frontsoldaten verwendet, während sich die Armee auf deren Unterstützung durch Artillerie und gepanzerte Einheiten verlegte. Die Milizen wurden ab 2013 in den Nationalen Verteidigungskräften zusammengefasst.
Neben zahlreichen einzelnen Menschenrechtsverletzungen und Massakern warf der UNHCHR den syrischen Streitkräften 2015 systematische, unterschiedslose Angriffe auf Wohngebiete und zivile Infrastruktur vor, mit dem Ziel, das Leben in den von gegnerischen Kräften kontrollierten Gebieten offenbar unmöglich zu machen.
Im Oktober 2015 wurden die Streitkräfte auf eine Gesamtstärke von 80.000 bis 100.000 Soldaten geschätzt.
Laut dem Syrischen Netzwerk für Menschenrechte wurden im syrischen Bürgerkrieg bis Juni 2024 insgesamt 231.496 Zivilisten getötet. 87 % der Tötungen von Zivilisten seien dabei auf die syrischen Streitkräfte, Geheim- und Nachrichtendienste sowie andere in- und ausländische Pro-Assad-Kräfte zurückzuführen. Laut einem Experten des Middle East Institute hat die Assad-Administration „Syrien in einen Narco-Staat verwandelt“; das Assad-Regime sei sehr von der Produktion und dem Export des billigen Aufputschmittels Captagon abhängig. Ganze Divisionen der syrischen Armee seien nur mit der Produktion und dem Transport der Pillen beschäftigt. Das Regime stütze sich dabei „auf ein Netzwerk von Günstlingen und eine Gruppe von Warlords“.
Auf dem Papier hatte die syrische Armee im Jahr 2024 noch eine Mannstärke von 30.000 Soldaten.

## Sturz des Assad-Regimes
Der Rebellenoffensive in Syrien 2024, die zum Sturz des Assad-Regimes in der Nacht zum 8. Dezember 2024 führte, stellten sich die syrischen Streitkräften kaum entgegen, da sie selbst auseinanderfielen. Der Zerfall des Assad-Regimes bzw. die dafür benötigte knapp zweiwöchige Offensive forderte nach Angaben der Syrischen Beobachtungsstelle für Menschenrechte das Leben von 910 Menschen; davon seien 392 Rebellen, 380 regimetreue Kämpfer und 138 Zivilisten gewesen. Im Jahr 2021 war die Anzahl der Todesopfer im Bürgerkrieg auf eine halbe Million Menschen geschätzt worden.
Nach dem Sturz des Assad-Regimes bombardierten die israelischen Streitkräfte am 8. und 9. Dezember die gesamte Infrastruktur der syrischen Streitkräfte; ein israelischer Militärreporter sprach von mehr als 250 Luftangriffen über zwei Tage und dass alles, was die Armee des syrischen Staates über Jahrzehnte gehalten und aufgebaut habe, zerstört worden sei: Panzer, Flugzeuge, Hubschrauber, Schiffe, Flugabwehrsysteme, Raketen, Militär- bzw. Munitionsfabriken, Geheimdiensteinrichtungen, Militärbasen, Waffenlager, Forschungszentren und Militärflugplätze. Die neue Rebellenregierung müsse mit M16- und Kalaschnikow-Gewehren ihre militärischen Fähigkeiten neu aufbauen. Mit der Zerstörung soll laut Insidern verhindert werden, dass Waffensysteme in den Besitz von Rebellengruppen fallen, die Israel feindlich gesinnt sind. Ein Militärkommandeur der siegreichen syrischen Rebellen behauptete, es seien innerhalb von 24 Stunden mehr als 140 israelische Luftangriffe gegen mehr als 40 militärische Ziele in Syrien gezählt worden. Der Syrischen Beobachtungsstelle für Menschenrechte zufolge waren es die „schwersten Angriffe (Israels) in der Geschichte Syriens“. Seit der Gründung Israels im Jahr 1948 befinden sich Syrien und Israel im Kriegszustand. Nach Angaben von Ben Saul (UN-Sonderberichterstatter zu Menschenrechten bei der Bekämpfung von Terrorismus) verstießen die israelischen Angriffe gegen das Völkerrecht.

## Konflikte, an denen die Streitkräfte Syriens beteiligt waren
- Palästinakrieg 1948/1949
- Sechstagekrieg 1967
- Jom-Kippur-Krieg 1973
- Libanonkrieg 1982
- Bürgerkrieg in Syrien seit 2011